# Exetastes geniculosus
Exetastes geniculosus är en stekelart som beskrevs av Holmgren 1860. Exetastes geniculosus ingår i släktet Exetastes och familjen brokparasitsteklar. Arten är reproducerande i Sverige. Inga underarter finns listade i Catalogue of Life.